# Inmigración hondureña en España
La inmigración hondureña en España es el movimiento migratorio de ciudadanos de la República de Honduras, en América Central (América), hacia el Reino de España, en la península ibérica (Europa). Sumando un monto de 130.119 en 2021 personas empadronadas (aunque estimadas en total se calcula un número mayor), constituye la comunidad más numerosa de hondureños en Europa y la segunda en el mundo, solo por detrás de la colectividad que reside en EE. UU.
La inmigración de hondureños en España se ha llevado a cabo desde los comienzos de la colonización española de América, conquista y colonización de aquel reino al actual territorio que comprende Honduras y gran parte de América, se sabe por la historia registrada que han sido muchos los hondureños que han cruzado el Océano Atlántico en busca de nuevas oportunidades.

## Antecedentes
El movimiento de personas de un país a otro, es un fenómeno ciudadano que también se ejerce debido a muchos factores que afectan a la persona en su país de origen hacia cualquier nación, buscando sobre todo la protección, trabajo y libertad, el movimiento de hondureños hacia determinados países, esta de acuerdo a lo relacionado con el internacional Acuerdo de Schengen. Es por ello, que los ciudadanos hondureños buscan mejores horizontes, en este caso en España.
El 3 de octubre de 1963 el entonces presidente de Honduras doctor Ramón Villeda Morales y su esposa Alejandrina Bermúdez Milla, visitaron España con motivo del cambio de Embajador hondureño, Antonio Bermúdez por Virgilio Zelaya Rubí; asimismo Villeda Morales se reunió con hondureños residiendo en la nación europea, entre ellos estaban: Harold Aldana, Jorge Rápalo, Luis Alberto Ponce, Óscar Ziri Zúñiga, Rubén Villeda.
El 14 de marzo de 1966 se emite la Resolución sobre Convenio Cultural hispano-hondureño en el cual se habla del Tratado Cultural entre Hispano-hondureño de fecha 22 de octubre de 1958 y en el cual se exonera a los ciudadanos de ambos países al pago de matrícula, exámenes y títulos cuando se inscriban en los centros docentes del país distinto al suyo propio.
Para el año 2001 la población catracha residente en España era de tan sólo 2407 ciudadanos.
En el gobierno de José María Aznar se emite un decreto con el cual se legaliza a muchos extranjeros, entre ellos los más beneficiados fueron los: ecuatorianos, bolivianos, colombianos, dominicanos, peruanos, argentinos, chilenos, brasileños, rumanos, portugueses, marroquíes, etc. para trabajar en la obra constructora que se encuentra en apogeo. Igualmente sucede durante el gobierno de José Luis Rodríguez Zapatero, conocido como "La gran llamada a laborar".
La nación europea también enfrenta desde 2007 una grave recesión económica en la que el paro laboral se ha incrementado considerablemente, la mano de obra es mucha y los trabajos pocos; a ello se suma la cualificación profesional y requisitos que se solicitan al momento de presentarse como candidato a un trabajo.
A partir del año 2009 la nación centroamericana convulsionó rotundamente a causa del apartamiento del señor José Manuel Zelaya Rosales de la presidencia de Honduras; sus seguidores empezaron una lucha sin cuartel contra las autoridades del Poder Judicial, del Poder Legislativo y empresas privadas y religiosas que mantienen sus influencias dentro de la política hondureña y con ello el aumento del coste de la vida, sanidad, delincuencia, etc, razones por las cuales los ciudadanos hondureños emprenden el viaje a Estados Unidos de América, México, Costa Rica, Nicaragua y España, está última registra un flujo creciente iniciado desde el año 2016 con la negativa del presidente estadounidense Donald Trump en dejar entrar a nuevos inmigrantes o solicitantes de "Asilo Político"; razón por la cual, los catrachos deciden embarcarse hacia España.

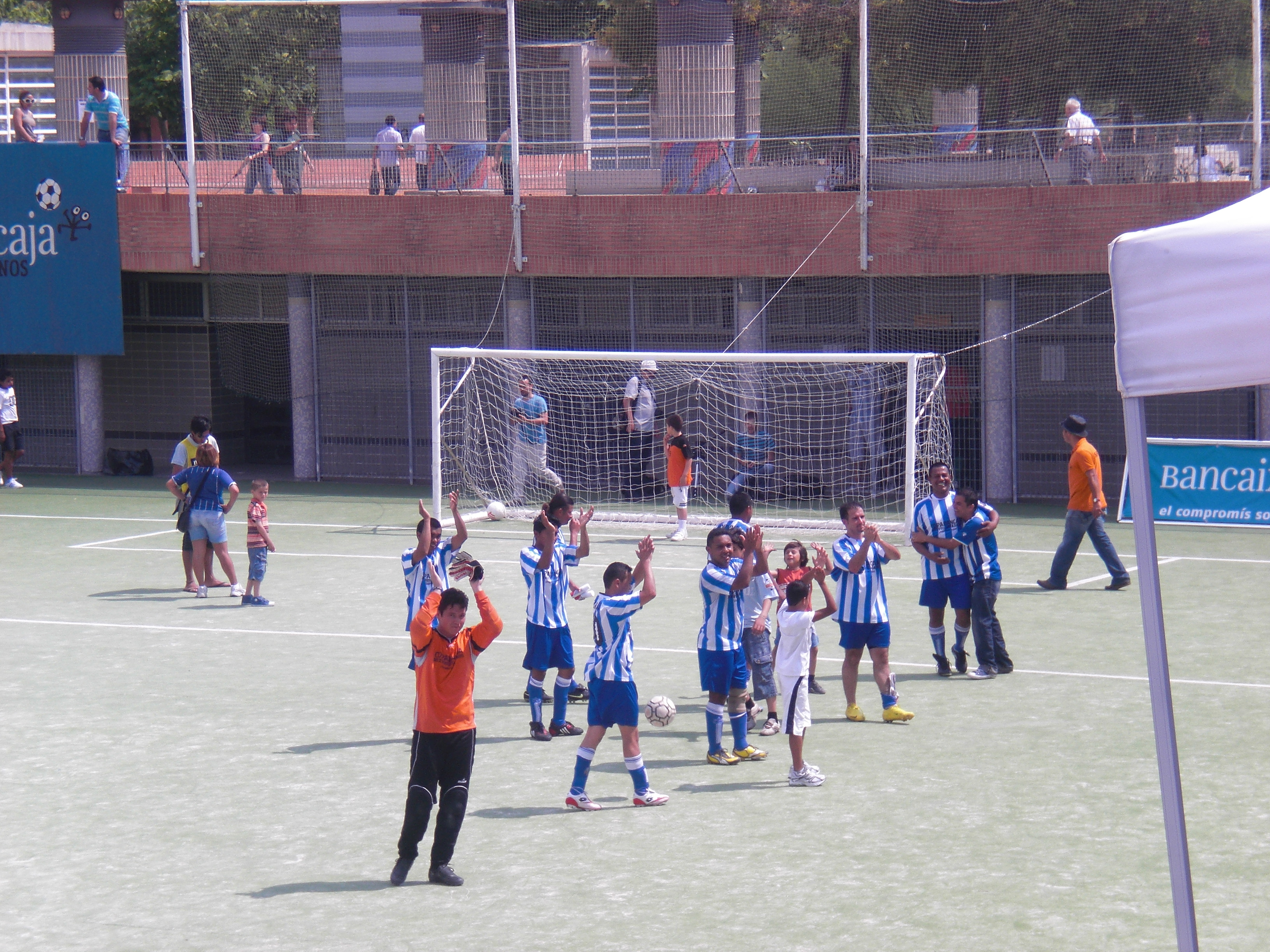
Selección de Honduras compuesta por inmigrantes de Burjasot, ganaron el Tercer Lugar en el campeonato patrocinado por Bancaja en 2009.

En 2011 el nuevo gobierno español al mando del señor Mariano Rajoy toma las riendas de un país que se encuentra en recesión económica y un elevado número de "parados", mientras la encargada del Ministerio de Sanidad, Servicios Sociales e Igualdad de España señora Ana Mato cancela a nivel nacional, que los servicios de sanidad -Hospitales, centros de salud, etc.- den atención a los inmigrantes ilegales y se les retire la tarjeta SIP.
En 2016 España batió récord en número de solicitudes de asilo político: 15.755; siendo una cuarta parte, 3960, ciudadanos de Venezuela, y de los demás países Siria 2975, Ucrania 2570, Argelia 740, Colombia 615, El Salvador 425, Honduras 385, Palestina 355, Marruecos 340 y Nigeria 285.

## Trabajos en España
Los hondureños que llegan a España, no pueden trabajar directamente, sino sólo cuando posee precontrato por determinado tiempo y ajustado a las leyes españolas. Un empleador que de empleo a un ciudadano sin tener en regla su documentación incurre en delito. Solo pueden trabajar aquellos inmigrantes que hayan solicitado su legalidad dentro de tres años mediante el procedimiento de arraigo. Las mujeres son las más favorecidas en encontrar trabajo, que un hombre. Los trabajos más comunes son: Servicio de hogar doméstico (cocinera, limpiezas, niñera, cuidadora de personas mayores o dependientes, etc) Obra (albañilería, fontanería, pintura, chapista, peón de obra, etc) Hostelería y restauración (camarero o mesero, bar, cocinero, pinche o ayudante de cocina, etc) Servicio de limpiezas de hogares, oficinas, empresas, etc. En la huerta o trabajos de campo (agricultores, cortadores, recogedores de frutas, etc. Aquí los trabajos son temporales debido a las cosechas) también hay empleos como carteleros (colocar afiches publicitarios) limpiadores de piscinas, jardineros, paseadores de perros (se necesita experiencia). Para todos los empleos se necesita contar con un seguro.
En el año 2015 se registró que los hondureños en España laboraban en su mayoría como cuidadora de personas mayores, un 40 %, como empleada doméstica un 27 %, en construcción un 14 % y en otros empleos un 13 %.

## Factor negativo
Según varios artículos de rotativos españoles, Honduras es uno de los países más violentos del mundo; en consecuencia, cierta parte de la sociedad española siente temor de contratar a un hondureño.
- Introducción de las sociedades ilegales o Mara Salvatrucha, Barrio 18 en España,[8][9] en 2016 fue detenido un hombre, supuesto cabecilla de una Mara con identificación falsa.[10]
- Detenidos dos hondureños por el asesinato de otro hondureño en la ciudad de Valencia[11]
- Machismo masculino en el mes de marzo de 2017 se dio a conocer del asesinato de una mujer inmigrante hondureña a manos de su esposo también inmigrante hondureño.[12]
- Detienen a neonazi por agredir a tres hondureños en Madrid.[13]
- Fue detenido un hondureño, que llevaba ilegalmente a varios hondureños hacia España, los ingresaba simulando que eran turistas con destino hacia Lourdes en Francia.[14]
- Detienen a dos hondureños por delito de asesinato en Andalucía[15]
- Detienen a una hondureña por delito de denuncia falsa[16]
- Hondureños son arrestados con carne sin licencia de salubridad en Valencia[17]

## Inmigración por diferentes factores

### Por deporte
Entre los hondureños deportistas que han emigrado a España, están:
- José Enrique Cardona conocido como "La coneja e Indio" futbolista de élite hondureño que jugó en el Atlético de Madrid.
- Jorge Urquía conocido como "Indio" jugó en Real Club Deportivo Mallorca y Deportivo Alavés de Islas Baleares.
- Jorge Bran también participó con el Real Club Deportivo Mallorca.
- Guillermo Guerrero Máximo "Bidindi" jugador de fútbol estudio medicina en Barcelona y se especializó en Sevilla.
- José Pierrobón, originario de La Lima, jugador de baloncesto fue residente en Madrid.

### Por estudios
Hondureños que han emigrado a España, con permisos de estudios correspondientes, entre los años cincuenta, sesenta y setenta: Manuel Fúnes (La Lima, Cortés) residió en Zaragoza. Swany Gravina, estudiante de medicina.
Juan Meléndez, estudiante de medicina. Próspero Rivera, residió en Barcelona y Valencia. Rolando Vega, estudiante de medicina en Cádiz, Andalucía. Guadalupe "Lupita" Carías, estudiante de medicina, en Cádiz, Andalucía. Leonardo Dávila Córdoba, estudiante de medicina en Zaragoza. Roberto Ney Rivera, estudiante de medicina en Santiago de Compostela, Galicia. Jorge Humberto Otero, estudiante de medicina en Santiago de Compostela, Galicia. Marco Tulio Irías y Miguel Irías, ambos estudiantes de medicina en Granada, Andalucía. Miguel casó con una española. Manuel Valladares, -hermano de Leo Valladares y Alejandro Valladares- estudió en Granada, donde se casó con una española. María Elena Zepeda Wills, estudió derecho en Madrid. Gilberto Paredes Castillo, estudió y reside en Málaga, Andalucía. Escribió un libro de orientación para estudiantes hondureños que llegasen a España. Douglas Díaz, residente en Salamanca, Castilla y León. Abraham Gúnera, Carlos Idíaquez, Miguel Jiménez y Guillermo Kattán, estudiantes de medicina en Salamanca. Rolando José Manzanares, estudiante de medicina en Valladolid. Germán Otto Gaekel, estudió en Valladolid. Carlos López Contreras, -sobrino de Oswaldo López Arellano- estudiante de derecho. Armida María y Marí Alicia Villeda Meza, estudiantes de Derecho en Madrid y luego en Londres.
La española señora Aguas Santas Ocaña Navarro, que otrora fuera Primera dama de Honduras (entre los años 2002 a 2006), se comprometió tanto en su papel que solicitó al gobierno de España la autorización de que jóvenes hondureños pudieran realizar estudios en centros educativos de aquella nación.

### Arraigo
Los tratados diplomáticos entre ambas naciones, la falta de visado para entrar a España ha sido un requisito primordial y de ventaja para que los hondureños puedan conocer en 90 días (tres meses) el ambiente español con carácter de turista. Una vez pasados los 90 días de gracia, se considera al ciudadano como ilegal según las Leyes Españolas, el trámite para solicitar un permiso de trabajo por cuenta ajena, empieza desde el día de empadronamiento en un Ayuntamiento hasta cumplir 3 años consecutivos sin haber abandonado el país receptor, no tener antecedentes penales y otros requisitos; seguidamente se debe presentar la solicitud y un contrato de trabajo para ser permitido como trabajador, al transcurrir un año se debe volver a formalizar la solicitud y después de pasados dos años, ya con permiso de trabajo se puede solicitar la nacionalidad. El trámite de "Asilo Político" debe estar debidamente justificado, siendo Honduras un país que no está en guerra civil, se deniegan parte de las solicitudes.

### Por asilo
Desde 2014 se conoció que algunos hondureños viajan a España, con el fin de solicitar asilo político debido a su condición de "perseguidos" por su condición y orientación sexual. Las solicitudes de asilo político son presentadas ante Tribunal competente, los hechos denunciados deben de ser comprobados ya que se señala fecha de audiencia en la cual se otorga o deniega su procedimiento.

## Evolución del empadronamiento
- En el año 2011 habían aproximados 30,000 hondureños en España.
- En el año 2015 el flujo de entrada de hondureños creció rápidamente con un 10 % de la población permanente, entraron a España en ese año, 7647 hondureños y salieron 1.706. En total son 43.132 personas.[20]
- Según el censo español de 2016, los inmigrantes de Honduras, ocupan el sitio 28, con una cantidad de 55,266 personas.[21]
- En el mes de abril de 2017, fue inaugurado por la empresa aérea Air Europa la realización de viajes directos desde la ciudad de San Pedro Sula a Madrid, España y viceversa, todo con vistas al acercamiento turístico de ambos países y en proporción al desarrollo económico del país Centroamericano. Del vuelo Honduras a Madrid, fueron detenidos doce hondureños por no cumplir con los requisitos migratorios exigidos por el país europeo.[22]
- Para el año 2019, se alcanza una población total de 100.000 hondureños residentes en España. En 2021, la población era de 130.119.[1]

| Gráfica de la evolución de la inmigración hondureña en España desde 1998 |
|                                                                          |
| Datos del INE a 1 de enero de cada año.                                  |

## Destinos de los inmigrantes hondureños
Destinos de Hondureños: Barcelona 30,000; Gerona 28,300; Valencia 8,000; Madrid 3,800, Zaragoza, Sevilla, País Vasco, etc.
Registro de hondureños según padrón: 30,897 hondureños en España, distribución por provincias.
- 26.78 % de hondureños en Barcelona. Barcelona con un total de 8,275 hondureños. (26.78 %)
- 23.09 % de hondureños en Gerona. Gerona con un total de 7,134 hondureños. (23.09 %)
- 19.28 % de hondureños en Madrid. Madrid con un total de 5,957 hondureños. (19.28 %)
- 5.39 % de hondureños en Valencia. Valencia con un total de 1,665 hondureños. (5.39 %)
- 3.9 % de hondureños en Guipúzcoa. Guipúzcoa con un total de 1,206 hondureños. (3.9 %)
- 2.14 % de hondureños en Zaragoza. Zaragoza con un total de 661 hondureños. (2.14 %)
- 1.62 % de hondureños en Segovia. Segovia con un total de 500 hondureños. (1.62 %)
- 1.38 % de hondureños en Murcia. Murcia con un total de 425 hondureños. (1.38 %)
- 1.33 % de hondureños en Las Palmas. Las Palmas con un total de 412 hondureños. (1.33 %)
- 1.27 % de hondureños en Vizcaya. Vizcaya con un total de 392 hondureños. (1.27 %)
- 1.12 % de hondureños en Tarragona. Tarragona con un total de 346 hondureños. (1.12 %)
- 1.08 % de hondureños en Alicante. Alicante con un total de 334 hondureños. (1.08 %)
- 1.08 % de hondureños en Burgos. Burgos con un total de 334 hondureños. (1.08 %)
- 0.85 % de hondureños en Salamanca. Salamanca con un total de 264 hondureños. (0.85 %)
- 0.73 % de hondureños en Toledo. Toledo con un total de 225 hondureños. (0.73 %)
- 0.61 % de hondureños en Sevilla. Sevilla con un total de 189 hondureños. (0.61 %)
- 0.6 % de hondureños en Navarra. Navarra con un total de 186 hondureños. (0.6 %)
- 0.59 % de hondureños en Cáceres. Cáceres con un total de 183 hondureños. (0.59 %)
- 0.55 % de hondureños en Málaga. Málaga con un total de 171 hondureños. (0.55 %)
- 0.5 % de hondureños en Islas Baleares. Islas Baleares con un total de 156 hondureños. (0.5 %)
- 0.43 % de hondureños en Guadalajara. Guadalajara con un total de 133 hondureños. (0.43 %)
- 0.41 % de hondureños en Cádiz. Cádiz con un total de 127 hondureños. (0.41 %)
- 0.4 % de hondureños en Lérida. Lérida con un total de 124 hondureños. (0.4 %)
- 0.38 % de hondureños en Castellón. Castellón con un total de 118 hondureños. (0.38 %)
- 0.36 % de hondureños en Badajoz. Badajoz con un total de 112 hondureños. (0.36 %)
- 0.34 % de hondureños en Granada. Granada con un total de 106 hondureños. (0.34 %)
- 0.33 % de hondureños en Córdoba. Córdoba con un total de 103 hondureños. (0.33 %)
- 0.31 % de hondureños en Asturias. Asturias con un total de 95 hondureños. (0.31 %)
- 0.29 % de hondureños en Almería. Almería con un total de 90 hondureños. (0.29 %)
- 0.27 % de hondureños en La Coruña. La Coruña con un total de 84 hondureños. (0.27 %)
- 0.23 % de hondureños en Cantabria. Cantabria con un total de 70 hondureños. (0.23 %)
- 0.21 % de hondureños en Ciudad Real. Ciudad Real con un total de 66 hondureños. (0.21 %)
- 0.21 % de hondureños en Pontevedra. Pontevedra con un total de 65 hondureños. (0.21 %)
- 0.19 % de hondureños en Albacete. Albacete con un total de 58 hondureños. (0.19 %)
- 0.18 % de hondureños en Álava. Álava con un total de 57 hondureños. (0.18 %)
- 0.17 % de hondureños en Huesca. Huesca con un total de 53 hondureños. (0.17 %)
- 0.17 % de hondureños en Valladolid. Valladolid con un total de 53 hondureños. (0.17 %)
- 0.16 % de hondureños en La Rioja. La Rioja con un total de 48 hondureños. (0.16 %)
- 0.14 % de hondureños en Jaén. Jaén con un total de 44 hondureños. (0.14 %)
- 0.14 % de hondureños en Santa Cruz de Tenerife. Santa Cruz de Tenerife con un total de 43 hondureños. (0.14 %)
- 0.13 % de hondureños en Lugo. Lugo con un total de 40 hondureños. (0.13 %)
- 0.13 % de hondureños en Soria. Soria con un total de 39 hondureños. (0.13 %)
- 0.11 % de hondureños en Cuenca. Cuenca con un total de 35 hondureños. (0.11 %)
- León con un total de 28 hondureños.
- Orense con un total de 21 hondureños.
- Huelva con un total de 20 hondureños.
- Ávila con un total de 19 hondureños.
- Palencia con un total de 18 hondureños.
- Teruel con un total de 9 hondureños.
- Zamora con un total de 4 hondureños.

## Aportes a la sociedad española
Los inmigrantes hondureños aportan a la sociedad española, además de la cultura, gastronomía, baile punta, lengua (hondureñismos, garífuna) deporte,

### Asociaciones hondureñas en España
- Asociación Hondureños Solidarios en Barcelona Hondusol.
- Asociación de Hondureños en Gerona.
- Hondureños en Gerona.
- Honduval (Hondureños en Valencia)
- Asociación de Hondureños en Burjasot.
- Asociación de Hondureños en Barcelona.
- Asociación Cultural "Honduras Etxea" (Erandio, Vizcaya)